# Соломка, Илларион Егорович
Илларион Егорович (Григорьевич) Соломка (Соломко; 1873, с. Кондратовка, Курская губерния — не позднее 1916) — крестьянин, депутат Государственной думы I созыва от Курской губернии.

## Биография
По вероисповеданию штундист. Крестьянин села Кондратовка Суджанского уезда Курской губернии, земледелец. Окончил Кондратовскую земскую школу.
27 марта 1906 избран в Государственную думу I созыва от общего состава выборщиков Курского губернского избирательного собрания. Входил в Трудовую группу. Подписал законопроект «33-х» по аграрному вопросу.

Илларион Соломко

Член редколлегии газеты «Крестьянский депутат» (1906). В мае 1906 года объявлен редактором легальной эсеровской газеты «Мысль». В действительности И. Е. Соломка был фиктивным редактором, а настоящим редактором всех легальных газет ЦК партии эсеров являлся В. М. Чернов. Около шести часов вечера 8 июля 1906, в день роспуска Государственной Думы, в редакции «Мысли» начался обыск под руководством чиновника для поручений Охранного отделения Статковского. И. Е. Соломка активно мешал проведению обыска. Он заперся в кабинете редактора вместе с А. А. Аргуновым, Н. И. Ракитниковым, В. М. Черновым и А. Л. Хуковским, на арест которых у Статковского был ордер. На уговоры полиции отвечал, «что это его комната и потому место неприкосновенное».
10 июля 1906 года в г. Выборге подписал «Выборгское воззвание» и осужден по ст. 129, ч. 1, пп. 51 и 3 Уголовного Уложения, приговорен к 3 месяцам тюрьмы и лишен права быть избранным.
Известно, что и после роспуска Думы долгое время поддерживал дружеские отношения с князем Петром Долгоруковым.
Дальнейшая судьба неизвестна.